# Ormia lenkoi
Ormia lenkoi är en tvåvingeart som beskrevs av Tavares 1965. Ormia lenkoi ingår i släktet Ormia och familjen parasitflugor. Inga underarter finns listade i Catalogue of Life.